# 高橋重威
高橋 重威（たかはし じゅうい、1901年5月5日 - 1981年7月28日）は、元夕刊フクニチ新聞社社長、福岡銀行頭取。栃木県出身。東京帝国大学独法科卒業。

## 来歴
1927年、日本銀行に入行。1945年、福岡銀行に移り、副頭取に就任したが、四ヶ月後に頭取に昇格した。他に、日本海上工事会長、日本海上工事顧問、日産建設会長などの要職を歴任し、戦後経済の復興に尽力した。1948年、梅林組に対する融資問題で衆議院不当財産取引調査特別委員会に証人喚問された。1972年、勲三等瑞宝章を受章。